# Szilágyi Rózsi
Horogszegi Szilágyi Rózsi, Szilágyi Rozália Jolán Mária (Zombor, 1888. május 10. – 1935 után) színésznő.

## Életpályája
Édesatyja, Szilágyi Gyula pénzügyigazgató volt Nagybecskereken, édesanyja Handel Emília. Nagybecskereken járt iskolába. 1914-ben végezte el Rákosi Szidi színiiskoláját, Szabó Ferenc volt az első igazgatója. Működött Nyitrán és Nagyszombatban, ahol drámai szende-szerepekben aratta első sikereit. Onnan a Magyar Színház szerződtette, közben a budapesti Belvárosi Színházban is jelentős szerepei voltak a Terikében, A buta emberben, A négyszögben, a Tillában stb. Fellépett a Budai Színkörben is mint vendég, Bródy Sándor Tanitónőjében. 1923. december 15-én Budapesten, a Ferencvárosban férjhez ment Mauthner István (Budapest, 1886. március 3.) értékpapír-kereskedő bankárhoz, és visszavonult a színpadtól. 1932-ben vált el férjétől.
A színi pályát követően a vendéglátásban próbált szerencsét. 1931. május 1-től a Kereszt utcai Kakuk vendéglő társtulajdonosa lett, majd 1934 májusában nyitotta meg a Bástya utcában a Móló éttermet, amelynek a vezetője volt. 1935 augusztusában még kilátogatott Fedák Sári édesanyjának temetésére. További sorsa ismeretlen.

## Szerepei
- Adele (Fall: Az elvált asszony)
- Lady Alexandra (Knoblauch: A faun)
- Lady Milford (Schiller: Ármány és szerelem)
- Sőtérné (Eysler: Az asszonyfaló)